# Liste der Bodendenkmale im Landkreis Cuxhaven

Landkreis Cuxhaven

In der Liste der Bodendenkmale im Landkreis Cuxhaven sind die Bodendenkmale im Landkreis Cuxhaven aufgeführt. Die Quelle ist der Denkmalatlas Niedersachsen. Die Angaben in den einzelnen Listen ersetzen nicht die rechtsverbindliche Auskunft der zuständigen Denkmalschutzbehörde.
| Bild | Gemeinde                | Bodendenkmalliste | Wappen | Lage | Ortsteile |
| ---- | ----------------------- | ----------------- | ------ | ---- | --- |
|      | Armstorf                |                   |        |      | |
|      | Belum                   |                   |        |      | |
|      | Beverstedt              |                   |        |      | |
|      | Bülkau                  |                   |        |      | |
|      | Cadenberge              |                   |        |      | |
|      | Cuxhaven                | siehe Ortsteile   |        |      | - Altenbruch - Altenwalde - Gudendorf - Franzenburg - Oxstedt - Berensch-Arensch - Cuxhaven - Döse - Duhnen - Groden - Holte-Spangen - Lüdingworth - Sahlenburg - Stickenbüttel, Süder-/Westerwisch |
|      | Geestland               |                   |        |      | |
|      | Hagen im Bremischen     |                   |        |      | |
|      | Hechthausen             |                   |        |      | |
|      | Hemmoor                 |                   |        |      | |
|      | Hollnseth               |                   |        |      | |
|      | Ihlienworth             |                   |        |      | |
|      | Lamstedt                |                   |        |      | |
|      | Loxstedt                |                   |        |      | |
|      | Mittelstenahe           |                   |        |      | |
|      | Neuenkirchen (Hadeln)   |                   |        |      | |
|      | Neuhaus (Oste)          |                   |        |      | |
|      | Nordleda                |                   |        |      | |
|      | Oberndorf (Oste)        |                   |        |      | |
|      | Odisheim                |                   |        |      | |
|      | Osten (Oste)            |                   |        |      | |
|      | Osterbruch              |                   |        |      | |
|      | Otterndorf              |                   |        |      | |
|      | Schiffdorf              |                   |        |      | |
|      | Steinau (Niedersachsen) |                   |        |      | |
|      | Stinstedt               |                   |        |      | |
|      | Wanna                   |                   |        |      | |
|      | Wingst                  |                   |        |      | |
|      | Wurster Nordseeküste    |                   |        |      | |

Ortsteile in schwarzer Schrift weisen keine Bodendenkmale aus.